# Leon Kunicki (postać)
Leon Kunicki vel Leon Kunik – postać fikcyjna, lichwiarz, oszust, przemysłowiec i właściciel majątku. Pierwszy mąż Niny. Jeden z głównych bohaterów powieści Tadeusza Dołęgi-Mostowicza Kariera Nikodema Dyzmy i jej adaptacji.

## W adaptacjach
W filmie Nikodem Dyzma z 1956 postać tę odtwarzał Kazimierz Fabisiak, zaś w serialu telewizyjnym Kariera Nikodema Dyzmy z 1980 – Bronisław Pawlik. W serialu radiowym Kariera Nikodema Dyzmy z 1979 roku w rolę tę wcielił się Ignacy Machowski (Teatr Polskiego Radia, reż. Juliusz Owidzki).
Z kolei w rolach teatralnych w postać Kunickiego wcielali się m.in.:
- Stanisław M. Kamiński (sztuka Kariera Stanisława Powołockiego, Teatr 7.15 Łódź, reż. Feliks Żukowski, 1960)[6]
- Andrzej Błaszczyk (Teatr Polski w Bydgoszczy, reż. Remigiusz Caban, 1995)[7]
- Adam Bauman (Dyzma musical Władysława Korcza, Teatr Rozrywki w Chorzowie, reż. Laco Adamík, 2002)[8]
- Dariusz Siastacz (Dyzma musical Władysława Korcza, Teatr Miejski im. Witolda Gombrowicza w Gdyni, reż. Jan Szurmiej, 2007)[9]
- Mirosław Bieliński (Teatr im. Stefana Żeromskiego w Kielcach, reż. Piotr Sieklucki, 2010)[10]
- Cezary Ilczyna (Teatr im. Stefana Jaracza w Olsztynie, reż. Michał Kotański, 2013)[11]
- Piotr Siejka (Teatr Syrena w Warszawie, reż. Wojciech Kościelniak, 2014)[12].